# Арола-Преацано (Напуљ)
Арола-Преацано (итал. Arola-Preazzano) је насеље у Италији у округу Напуљ, региону Кампанија.
Према процени из 2011. у насељу је живело 2583 становника. Насеље се налази на надморској висини од 360 м.